# 格里戈里·格里戈里耶维奇·奥尔洛夫

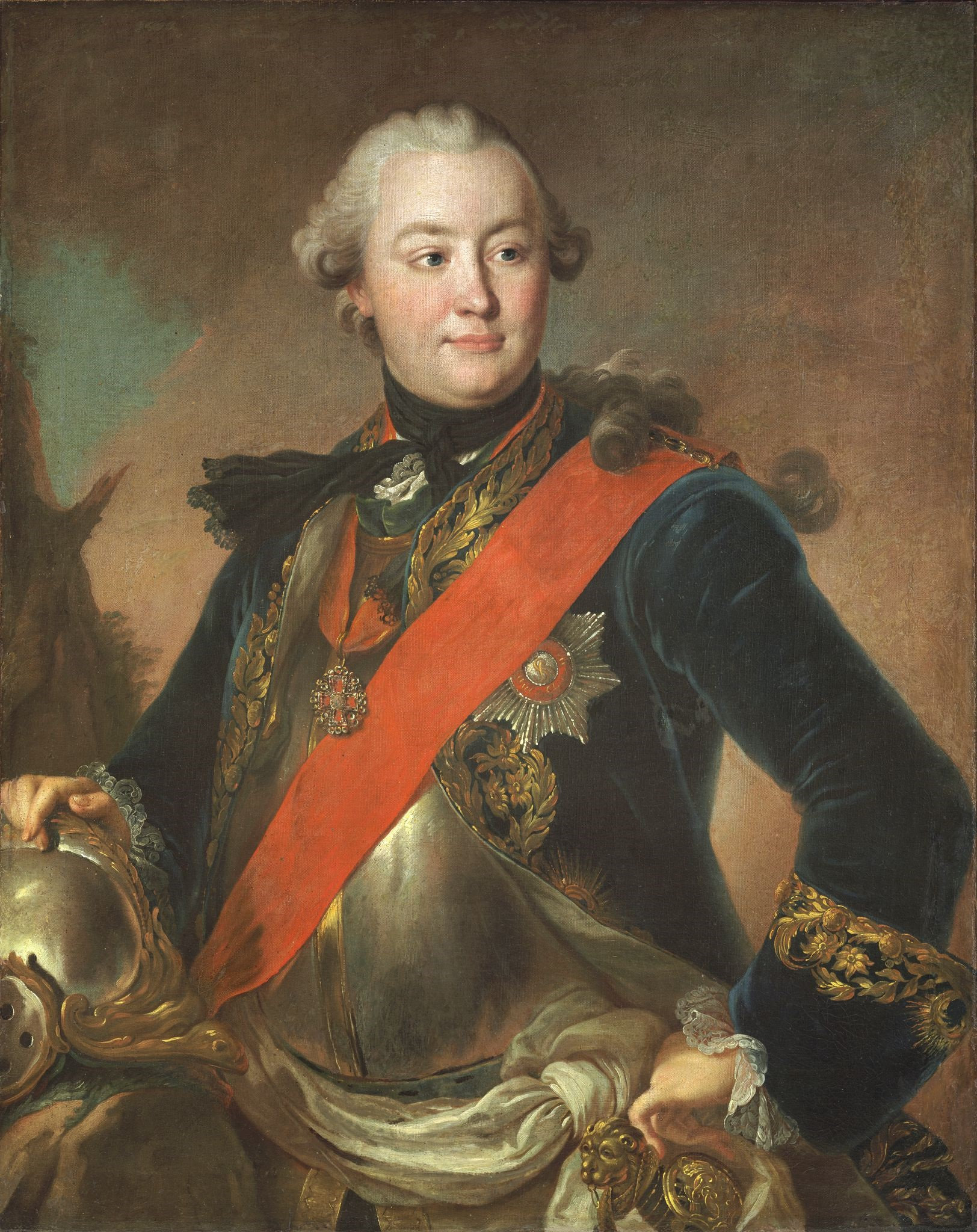
格里戈里·奥尔洛夫伯爵，作者：费奥多尔·斯捷潘诺维奇·罗柯托夫

格里戈里·格里戈里耶维奇·奥尔洛夫（俄语：Григо́рий Григо́рьевич Орло́в，1734年10月17日—1783年4月24日）是俄国军官，奥尔洛夫家族五兄弟的老二，叶卡捷琳娜二世的情夫（并育有一子：阿列克谢·格里戈里耶维奇·博布林斯基），曾参与政变推翻沙皇彼得三世拥立叶卡捷琳娜二世为沙皇。

## 生平
格里戈里是奥尔洛夫家族五兄弟的老二，出生於1734年。1749年，进入士官学校，后成为炮兵军官。1757年，参加七年战争中的曹恩道夫战役。
1762年，与其弟兄策动政变推翻彼得三世，拥立叶卡捷琳娜二世为女皇，因此受封伯爵。1765年，担任女皇的顾问。
1771年，莫斯科爆发瘟疫，负责遏制瘟疫。1772年，逐渐失宠，职务被弟弟阿列克谢·格里戈里耶维奇·奥尔洛夫取代。
1775年离开俄国。1777年与表妹结婚。1782年妻子死后，陷入精神失常。1783年去世。